# Plesionika beebei
Plesionika beebei är en kräftdjursart som beskrevs av Fenner A. Chace 1937. Plesionika beebei ingår i släktet Plesionika och familjen Pandalidae. Inga underarter finns listade i Catalogue of Life.